# 布川清司
布川 清司（ふかわ きよし、1937年 - ）は、日本の思想史学者、神戸大学名誉教授。専攻は民衆倫理思想史。

## 略歴
京都府舞鶴市生まれ。東京教育大学大学院博士課程中退。1971年、「農民騒擾の思想史的研究」で、文学博士。愛知学芸大学講師、愛知教育大学助教授、神戸大学教育学部助教授、同発達科学部教授、文学部教授、2001年定年退官、名誉教授。第一福祉大学教授、2008年校名変更で福岡医療福祉大学教授。

## 著書
- 『農民騒擾の思想史的研究 幕末・維新期,三河山間地域の場合』未来社　1970
- 『近世日本の民衆倫理思想 摂・河・泉農民の意識と行動』弘文堂　1973
- 『食糧危機と日本人』明玄書房　1974
- 『近世民衆の倫理的エネルギー 濃飛・尾三民衆の思想と行動』風媒社　1976
- 『近世町人思想史研究 江戸・大坂・京都町人の場合』吉川弘文館　1983
- 『近世庶民の意識と生活 陸奥国農民の場合』農山漁村文化協会　1984
- 『オーストラリアの暮らしと心』編集工房ノア　1988
- 『近世民衆の暮らしと学習』神戸新聞出版センター　1988　のじぎく文庫
- 『江戸時代の民衆思想 近世百姓が求めた平等・自由・生存』1995　三一新書
- 『田中正造』清水書院　Century books 人と思想 1997
- 『近代日本女性倫理思想の流れ』大月書店　2000
- 『日本民衆倫理思想史研究』明石書店　2000
- 『民衆倫理思想の国際比較研究』西日本法規出版　2004

## 共編著
- 『伝統的革新思想論』市井三郎共著　平凡社　1972
- 『家と教育 シリーズ比較家族』井ヶ田良治、田端泰子共編　早稲田大学出版部　1996
- 『近世日本民衆思想史料集』編　明石書店　2000

## 参考
- 『田中正造』著者紹介